# Podofilina

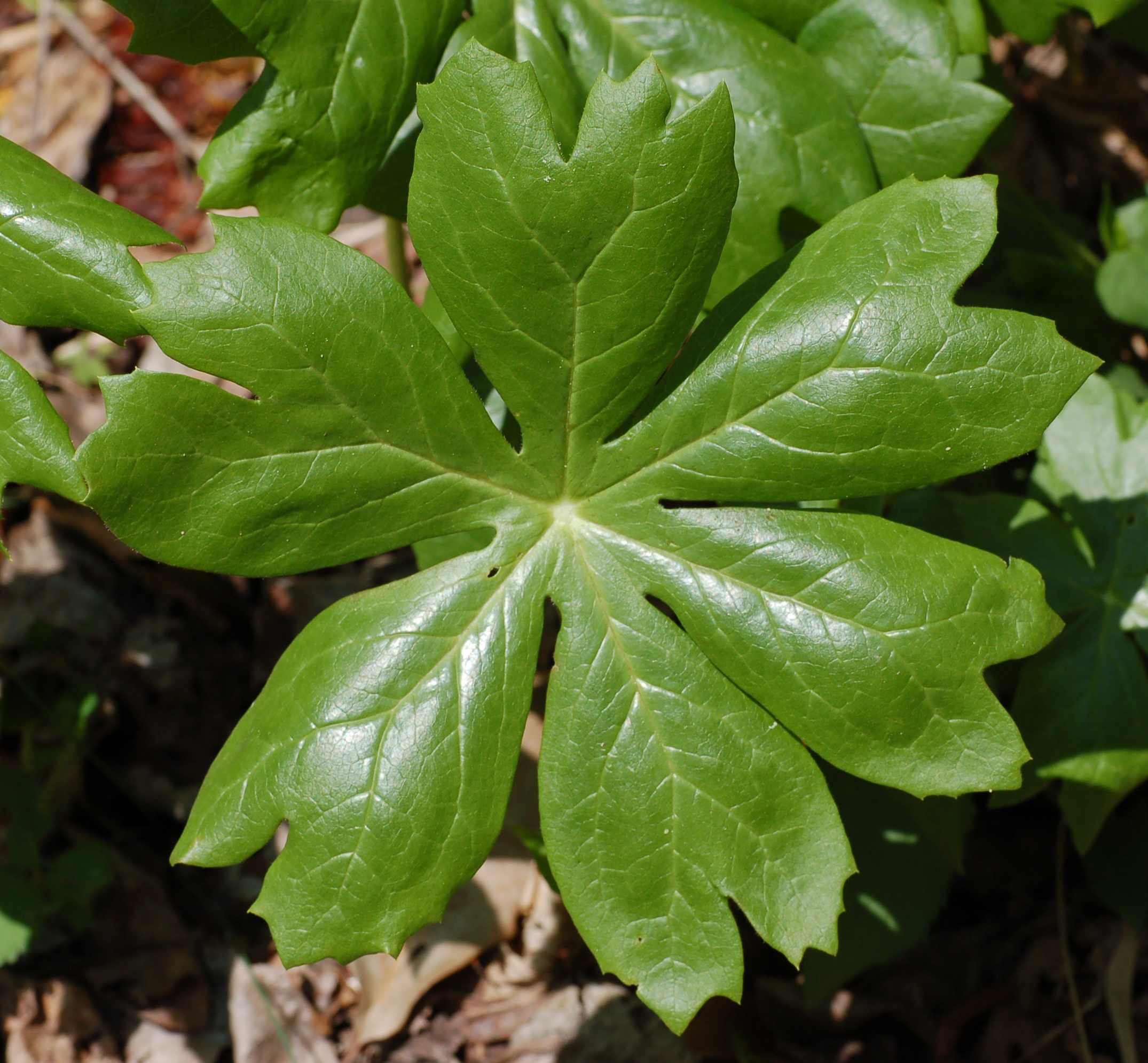
Folha de mandrágora americana, fonte de podofilina.

A podofilina é um medicamento de uso tópico. É extraída da seiva de plantas como a Podophyllum peltatum e Podophyllum emodi, desta seiva extrai-se a podofilotoxina e seus congêneres.

## Propriedades
Por sua ação citotóxica é usada habitualmente para o tratamento  de verrugas virais, ceratoses ou câncer de pele, porém seu emprego é maior para o tratamento do condiloma aculminado, verruga venérea causada pelo Vírus do papiloma humano (HPV) que afeta principalmente os genitais de ambos os sexos, região perianal, reto, cavidade oral, faringe e laringe.
Se usada a nível tópico, a podofilotoxina ao entrar nas células das verrugas vai 'envenenar' o núcleo da célula, impedindo a sua divisão e multiplicação. Como as mesmas não se conseguem multiplicar, acabam por morrer e serão substituídas por células saudáveis após poucas semanas. Alguns produtos com Podofilotoxina eliminam verrugas ou condilomas de menor porte em apenas 3 dias (Wartec, Condyline). Caso tal não aconteça, deverá consultar um médico especialista (dermatologista).
Se usada por via oral tem um efeito laxativo potente, pode ser tóxica para o sistema nervoso central e em gestantes pode ser teratogênica. Em doses altas pode ser fatal. A podofilina é preparada para uso tópico como uma tintura e é normalmente utilizada na concentração de 25%, porém esta concentração pode variar entre 5% e 50%.
A aplicação da podofilina nas lesões deve ser cuidadosa, convém evitar ao maximo o contato da substância com a pele e mucosas sadias, pois pode causar ulcerações dolorosas. Após a aplicação as lesões devem ser lavadas após 6 a 8 horas.

## Posologia
A Podofilina apenas deve ser usada por adultos a não ser que um médico recomende o contrário.
Antes da aplicação - A zona a tratar deve ser lavada com água e sabão.
Aplicação - Aplicar o creme com Podofilina (Podofilotoxina) apenas no condiloma ou verruga genital até cobrir por completo. O creme deve ser aplicado duas vezes por dia, durante três dias consecutivos seguido de uma pausa de 4 dias. O processo pode ser repetido até 4 semanas. Caso os condilomas persistam, contate um médico dermatologista.
Deve evitar a aplicação em zonas saudáveis. Se tal acontecer, é natural que a pele apresente um aspeto queimado mas deverá recuperar em alguns dias.